# Claudine Lepage
Pour les articles homonymes, voir Lepage.
Ne doit pas être confondue avec Corinne Lepage.
Claudine Lepage, née le 10 août 1949 à Paris (Seine), est une femme politique française. Membre du Parti socialiste (PS), elle est sénatrice représentant les Français établis hors de France de 2008 à 2021.

## Biographie
Après des études universitaires à Paris III et Paris IV, elle s'installe à Munich et devient cadre dans le secteur de la formation. En 1991, elle est élue au CSFE (Conseil supérieur des Français de l'étranger) qui devient en 2004 l'Assemblée des Français de l'étranger, au sein du groupe Association démocratique des français de l'étranger (ADFE). Elle est vice-présidente de cette assemblée depuis septembre 2006 jusqu'à son élection au Sénat en 2008.

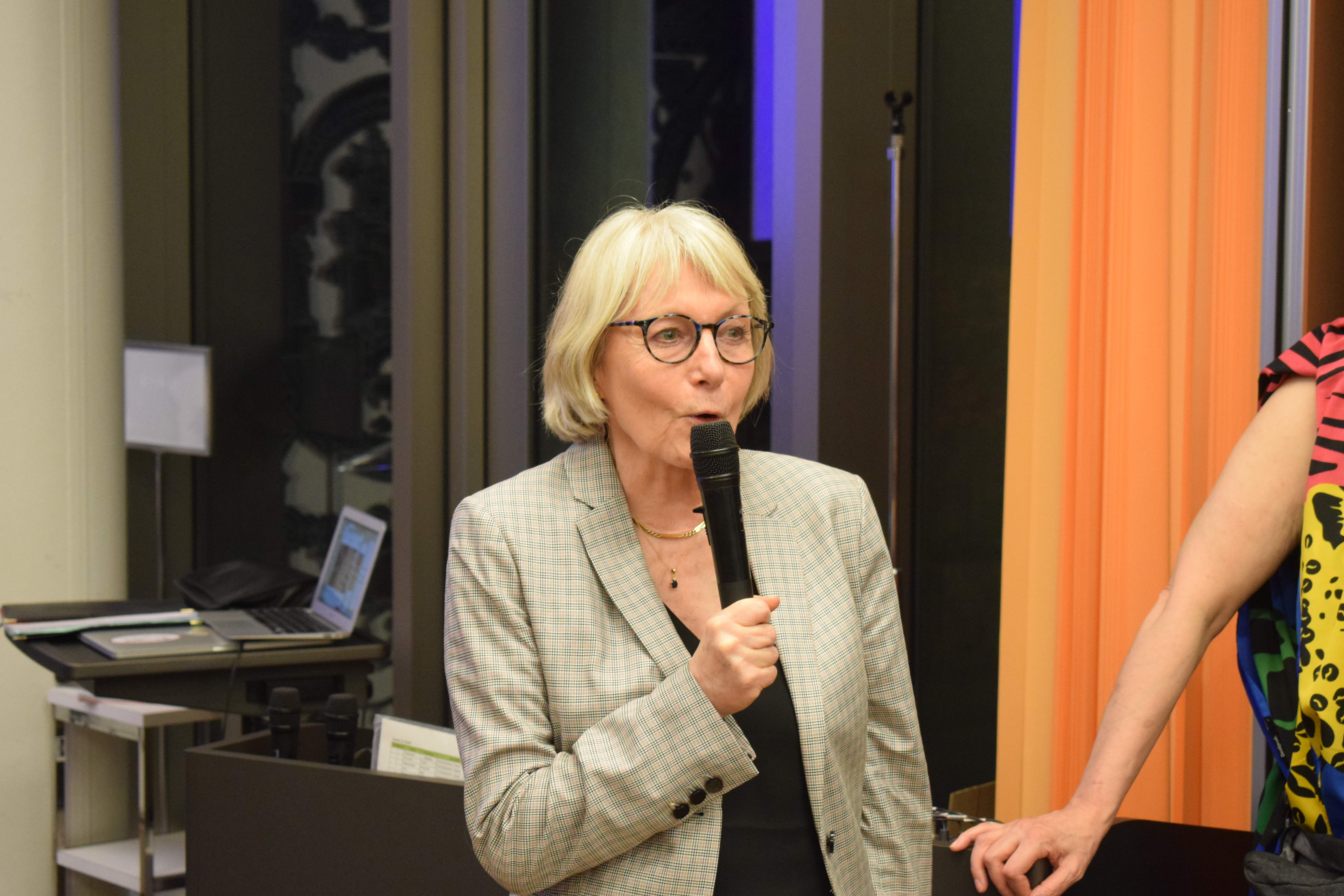
Claudine Lepage rencontrant la communauté française à Tokyo.

En septembre 2008, elle est élue sénatrice des Français établis hors de France et siège au groupe socialiste.
Attachée à la langue française et plus largement à la francophonie, Claudine Lepage est secrétaire général de la section française de l'Assemblée parlementaire de la francophonie. Elle a également été membre du Conseil d'administration de l'Audiovisuel extérieur de la France (France Médias Monde) et membre du Conseil d'orientation stratégique de l'Institut français.
Elle est responsable en 2012 au sein de l'équipe de campagne de François Hollande, des thématiques touchant les Français vivant à l'étranger.
En 2015, elle est élue présidente de l'association Français du monde - ADFE succédant ainsi à Monique Cerisier-ben Guiga qui avait été élue en 2009.
En tandem avec Boris Faure (d), elle est chargée du projet « Francophonie & Français de l'étranger » dans la campagne de Vincent Peillon pour la primaire citoyenne de 2017.

## Décorations
- Chevalière de la Légion d'honneur (2022)[4].
- Chevalière de l'ordre national du Mérite.

## Source
- « Les biographies des 65 nouveaux élus au Palais du Luxembourg », Le Monde, 22 septembre 2008 Consulter en ligne